# Schattenmühle

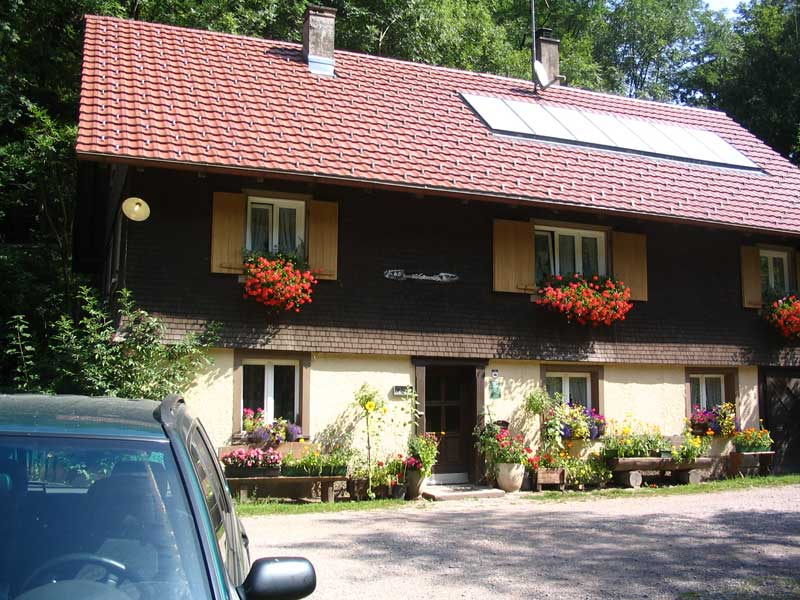
Zugehöriger Bauernhof

Die Schattenmühle ist eine ehemalige Wassermühle in der Wutachschlucht, zwischen Göschweiler und Bonndorf gelegen. Namensgebend ist die tiefe, „schattige“ Lage in der Schlucht. Der erste gesicherte Nachweis der Mühle datiert aus dem Jahre 1596, in dem ein „Müller von Göschweiler“ erwähnt wird.

## Geschichte
1596 wurde zum ersten Mal ein „Müller von Göschweiler“ in einem Schriftstück erwähnt. 1614 verkaufte Andreas Huber, Müller zu Göschweiler in der Schattenmühle seine Mühle an Thebas (Mathäus) Werni. 1829 genehmigte das Bezirksamt Neustadt das Errichten einer Gipsmühle. 1886 wurde dem Schattenmüller erlaubt, den Unterwasserkanal seiner Mahlmühle zu verlängern und an diesem dann ein Sägewerk zu errichten. 1939 bat der Schattenmühler um wasserrechtliche Genehmigung für den Einbau einer Turbine in das Sägewerk, anstelle des baufälligen Wasserrades. Zehn Jahre später wurde wieder um wasserrechtliche Genehmigung für den Bau einer Turbine gebeten, diesmal für das baufällige unterschlächtige Wasserrad der Getreidemühle.
Heute ist die Schattenmühle nicht mehr in Betrieb und wird von der Familie Frei als Gasthaus geführt. Getrennt davon besteht der Bauernhof der Familie Frey, zu welchem das Sägewerk gehört, auf dem bis zu dem Tode von Max Frey gesägt wurde. Die Turbine des Sägewerks wird noch heute zur Stromerzeugung genutzt, ebenso wie eine Photovoltaikanlage auf dem Dach des zu dem Bauernhof gehörenden Stalls.
In der Nacht vom 4. auf den 5. Oktober 2007 brannte das als Gasthaus und Hotel genutzte Hauptgebäude der Schattenmühle trotz des Großeinsatzes verschiedener Feuerwehren komplett aus. Unbeschadet blieben der Bauernhof sowie der Stall. Brandursache war nach Angaben der Polizei ein technischer Defekt im Verteilerkasten. Im Zuge der Nachbekämpfung des Feuers wurde ein großer Teil der Brandruine abgerissen, da – nach Angaben der Feuerwehr – die darin enthaltenen Brandnester sonst nicht unter Kontrolle zu bringen gewesen wären.
Die Planungen für den (nicht originalgetreuen) Wiederaufbau des Gebäudes wurden in außerordentlich kurzer Zeit durchgeführt. Bereits wenige Monate nach der Zerstörung wurde mit den  Bauarbeiten begonnen. Am 1. Mai 2008 erfolgte die Wiedereröffnung von Restaurant und Hotel in dem fertiggestellten neuen Gebäude.

## Tourismus
Viele Wanderer, welche die Wutachschlucht durchwandern, z. B. auf dem Schwarzwald-Querweg Freiburg–Bodensee oder dem Schluchtensteig, kommen an der Schattenmühle vorbei und nutzen die Angebote des Gasthauses und des Bauernhofs.